# Astragalus ankylotus
Astragalus ankylotus är en ärtväxtart som beskrevs av Fisch. och Carl Anton von Meyer. Astragalus ankylotus ingår i släktet vedlar, och familjen ärtväxter. Inga underarter finns listade i Catalogue of Life.